# Limenitis tegeata
Limenitis tegeata är en fjärilsart som beskrevs av Hans Fruhstorfer 1915. Limenitis tegeata ingår i släktet Limenitis och familjen praktfjärilar. Inga underarter finns listade i Catalogue of Life.